# Czarnowiec (Otwock)
Pour les articles homonymes, voir Czarnowiec.
Czarnowiec (prononciation : [t͡ʂarˈnɔvjɛt͡s]) est un village polonais de la gmina d'Osieck dans le powiat d'Otwock de la voïvodie de Mazovie dans le centre-est de la Pologne.
Il se situe à environ 6 kilomètres au sud d'Osieck (siège de la gmina), 25 kilomètres au sud-est d'Otwock (siège du powiat) et à 44 kilomètres au sud-est de Varsovie (capitale de la Pologne).

## Histoire
De 1975 à 1998, le village appartenait administrativement à la voïvodie de Siedlce.